# Авріані
Авріані (грец. Αυριανή — Завтра) — грецька щоденна газета, друкується в Афінах. Заснована 1980 року.

## «Авріанізм»
«Авріані» відома своєю скандальністю, а також прихильністю до партії ПАСОК, відколи та вперше прийшла до влади 1980 року. Хоча газета й жорстко критикувала уряд, її керівництво ніколи не приховувало зв'язків із партією. Така практика відносин отримала назву «авріанізму» (грец. «αυριανισμός»).
Напередодні парламентських виборів 1985 року газета опублікувала фотографію, яка зображувала лідера партії Нова Демократія Константіноса Міцотакіса як колабораціоніста нацистських окупантів. Того місяця (травень 1985 року) «Авріані» продавала щодня в середньому 243 534 екземплярів (116  653 в Афінаї і Піреї, решту 126 881 — інших регіонах Греції), що стало найбільш високим показником в історії грецьких друкованих ЗМІ.
Наступного року «Авріані» почала наступ не тільки на політичних діячів, але й на інших публічних персон. Жертвами скандальних повідомлень стали колекціонер Александер Іолас, співак Лукіанос Келаїдоніс, композитор Манос Хадзідакіс. Розв'язаний газетою скандал, що надрукувала на першій сторінці приватні фото Дімітри Ліані, вдови прем'єр-міністра Греції Андреаса Папандреу, спричинив дистанціювання ПАСОК від видання. Відтоді кілька провідних журналістів залишили газету.
В останні роки газета не асоціюється безпосередньо із ПАСОК. Тираж видання на національному рівні сягає 5 тисяч екземплярів.
2009 року «Авріані» звинуватили в антисемітизмі, коли впродовж Війни в Газі звинуватила американців-євреїв у розв'язанні Третьої світової війни.